# شتروبل
شتروبل (به آلمانی: Strübbel) یک شهر در آلمان است که در Büsum-Wesselburen واقع شده‌است. شتروبل ۹۹ نفر جمعیت دارد.